# 浜垣秀樹
浜垣 秀樹（はまがき ひでき）は、日本の物理学者。東京大学大学院理学系研究科附属原子核科学研究センター(東大CNS)元教授。長崎総合科学大学大学院新技術創成研究所特命教授。理学博士。
主な研究分野はクォーク物理学、クォークグルーオンプラズマ現象の解明など。特に、高温高密度極端条件下におけるハドロン多体系の実験的研究と、新しい検出器開発研究の業績で知られる。
日米科学技術協力事業（高エネルギー物理学）のプロジェクトとして推進しているBNL・RHICでのPHENIX実験の前日本側代表者。

## 経歴
- 1969年北海道札幌東高等学校卒業[1]
- 1973年北海道大学卒業[2]
- 1977年 東京大学大学院理学系研究科博士課程2年中退
- 1977年東京大学原子核研究所助手
- 1998年東京大学原子核科学研究センター(東大CNS)准教授
- 2012年東京大学原子核科学研究センター(東大CNS)教授
- 2016年長崎総合科学大学大学院新技術創成研究所特命教授